# Philemon eichhorni
El filemón de Nueva Irlanda (Philemon eichhorni) es una especie de ave paseriforme de la familia Meliphagidae endémica de la isla de Nueva Irlanda, del archipiélago Bismarck, en el noreste de Nueva Guinea. El nombre científico de la especie conmemora a Albert Frederic Eichhorn, coleccionista de campo australiano que recogió la especie por primera vez.